# Oldsmobile 98
Oldsmobile 98 — серия моделей американских полноразмерных автомобилей, выпускавшаяся с 1941 по 1996 модельный год подразделением Oldsmobile компании General Motors.
В модельном ряду подразделения она занимала положение флагмана, превосходя по уровням престижности и комплектации «младшие» серии «66», «76» и «88», и имела наилучшие среди массовых марок GM отделку и оборудование, уступая в этом лишь более высококлассным Buick и Cadillac. С 1959 по 1984 год серия «98» использовала платформу C-body, с 1985 — новую переднеприводную платформу с тем же названием C-body. В свой время в рамках серии «98» существовали отдельные модели — такие, как L/S, Holiday и Regency.
Модель представляла собой переднеприводной седан, оснащённый двигателями V6 3.8 л. в сочетании с четырёхступенчатой автоматической коробкой передач.

## Галерея

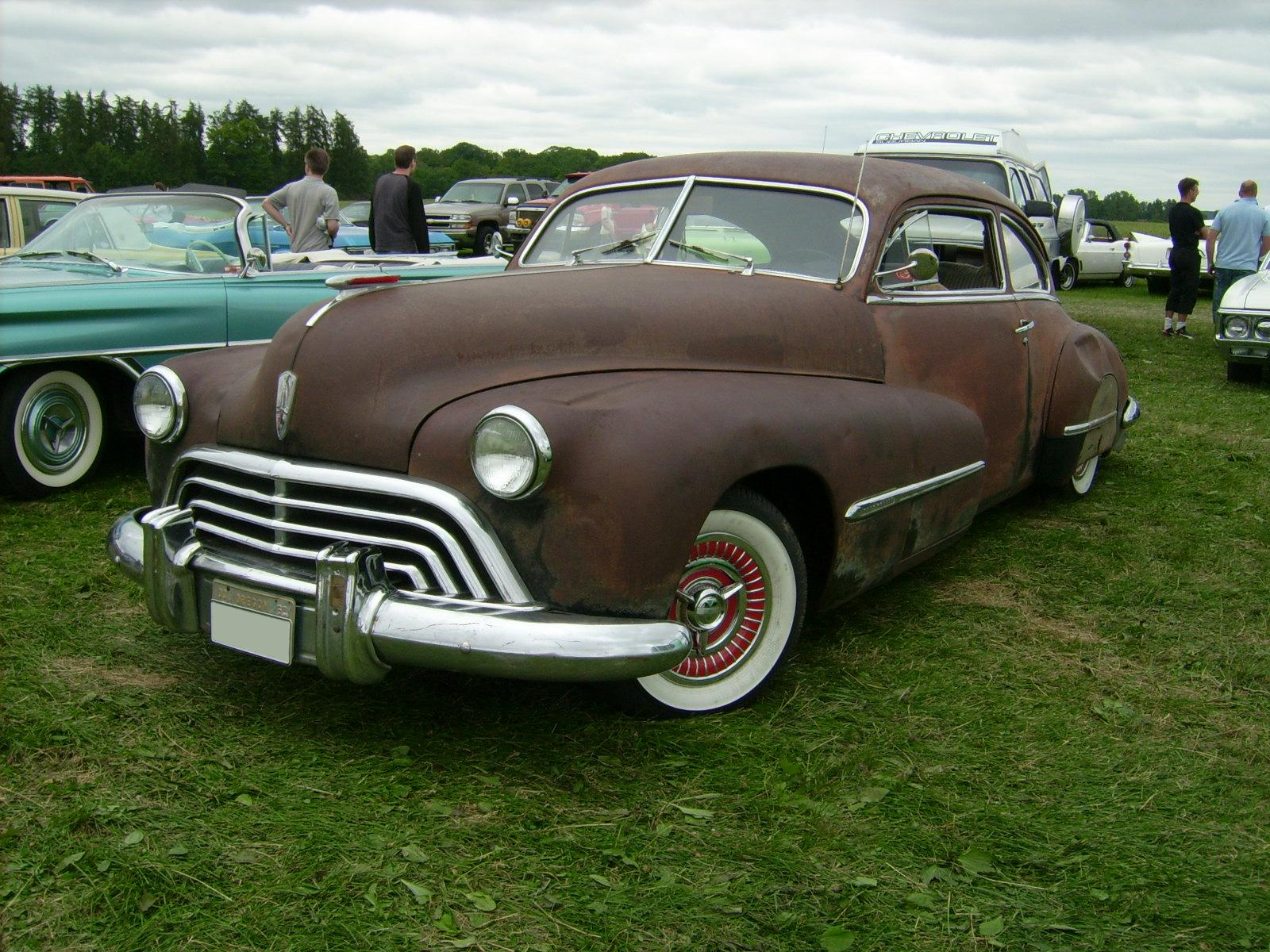
1941 — 1947
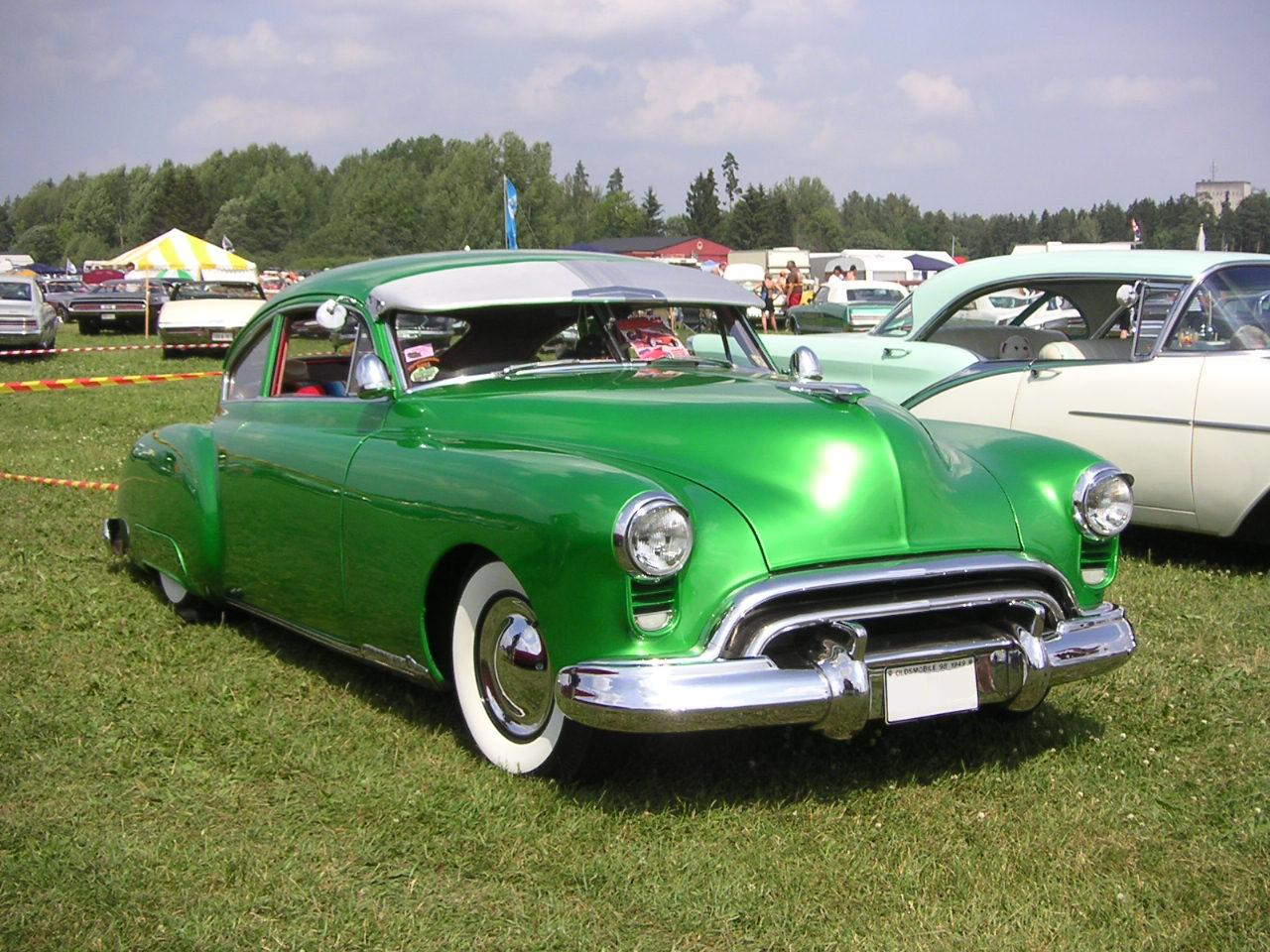
1948 — 1953
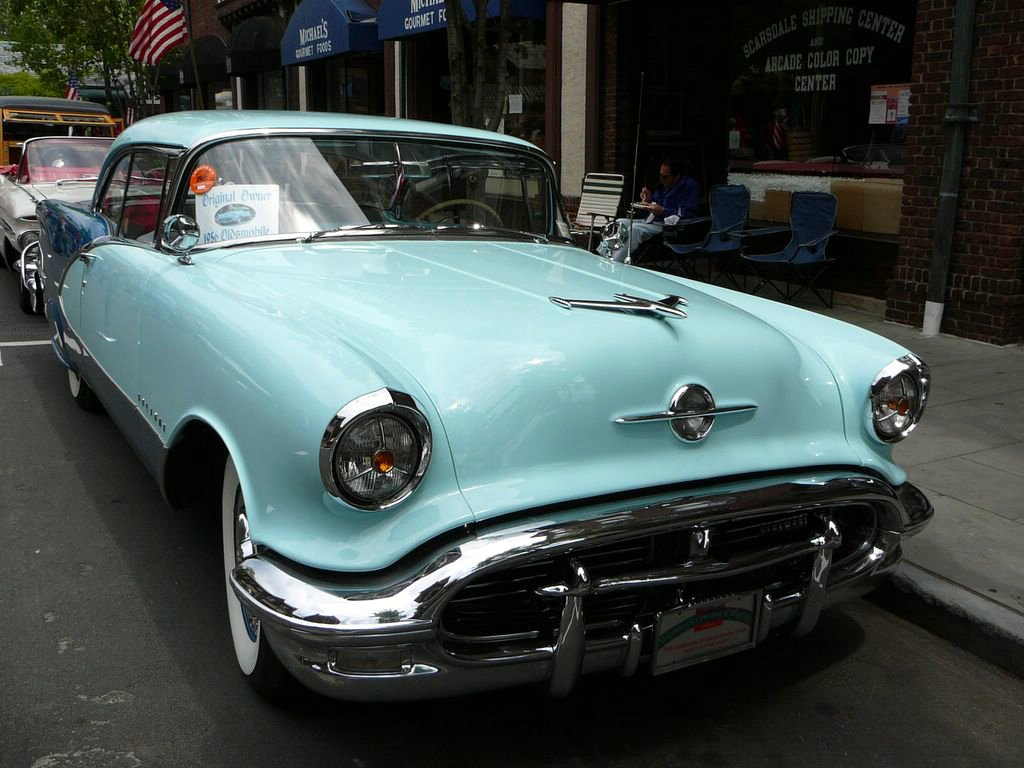
1954 — 1957
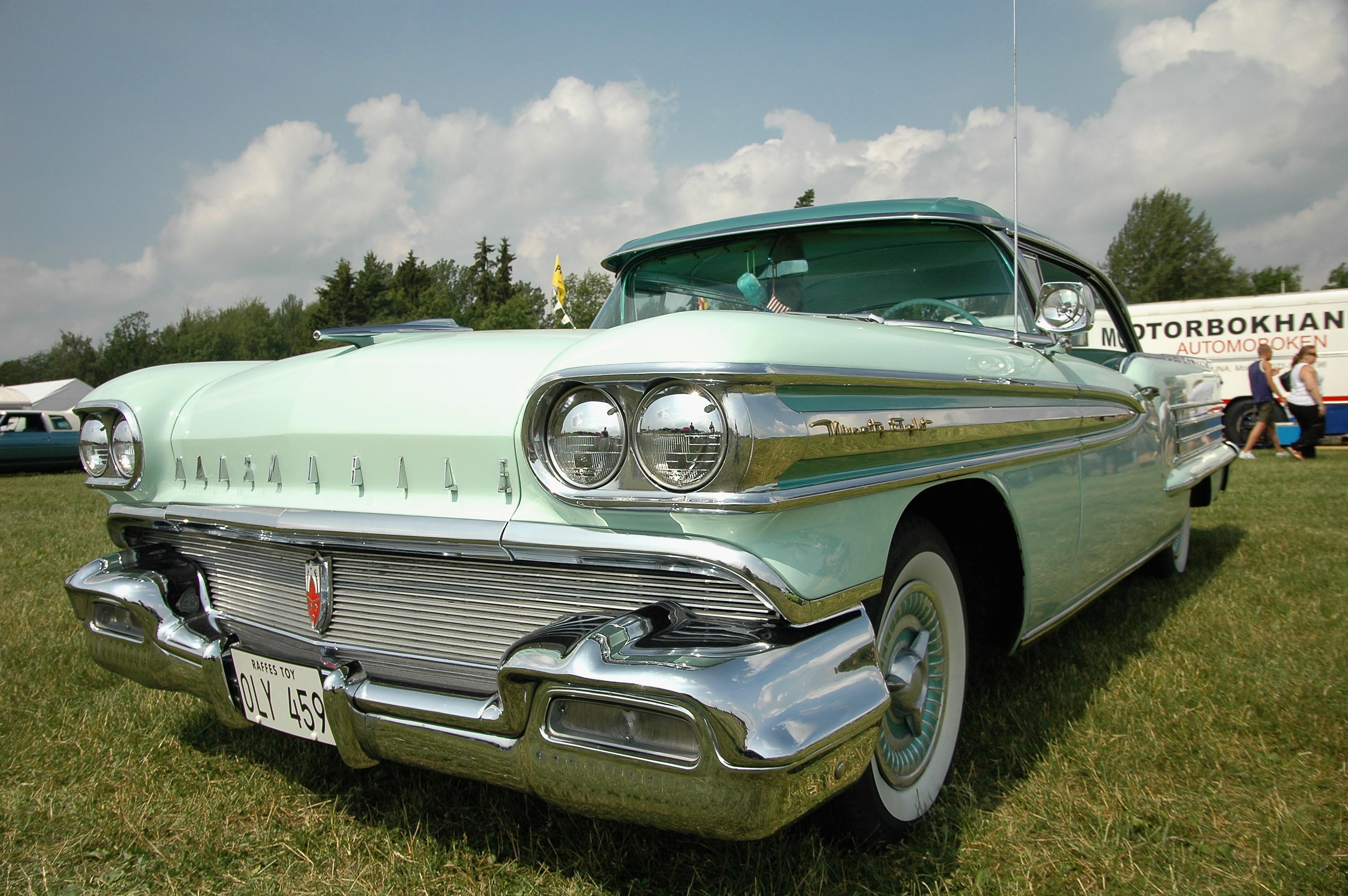
1958 — 1964
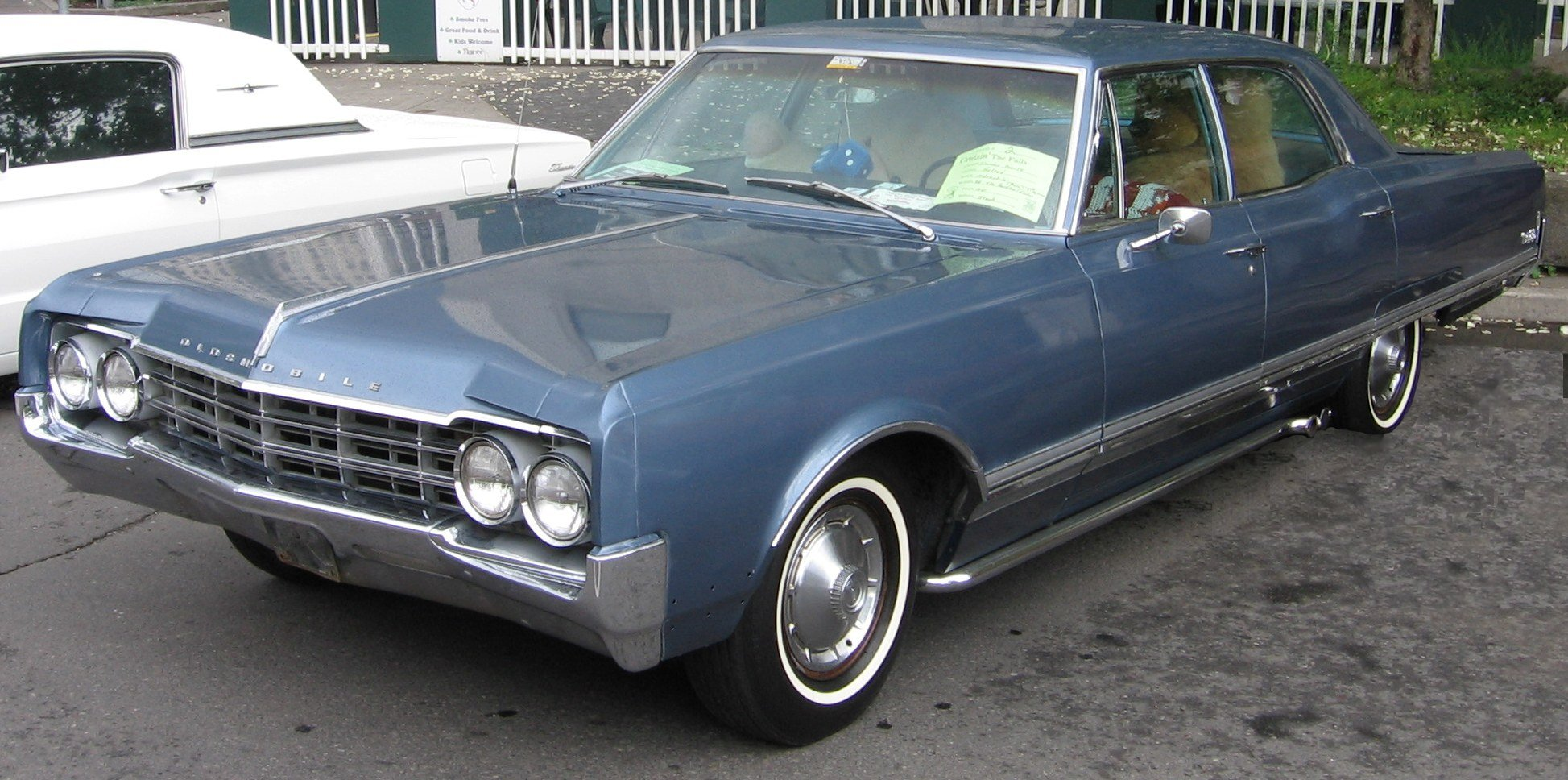
1965 — 1970
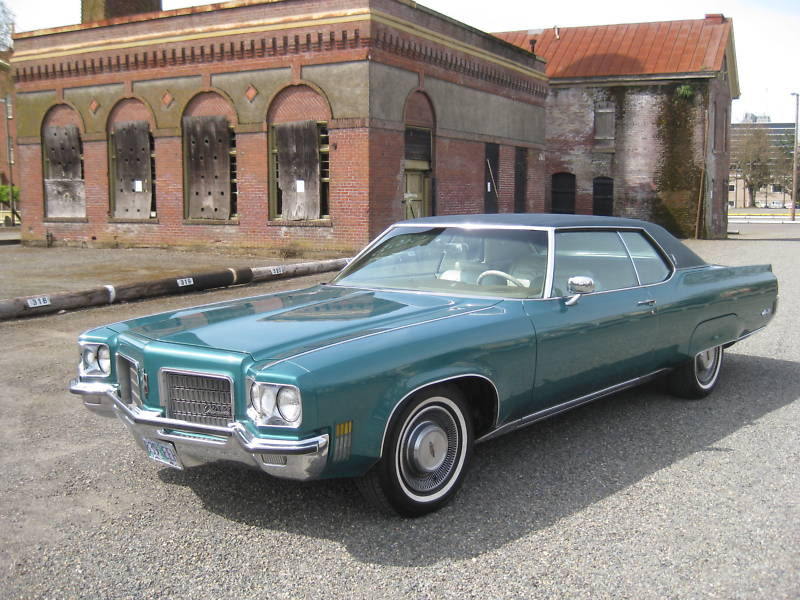
1971 — 1976
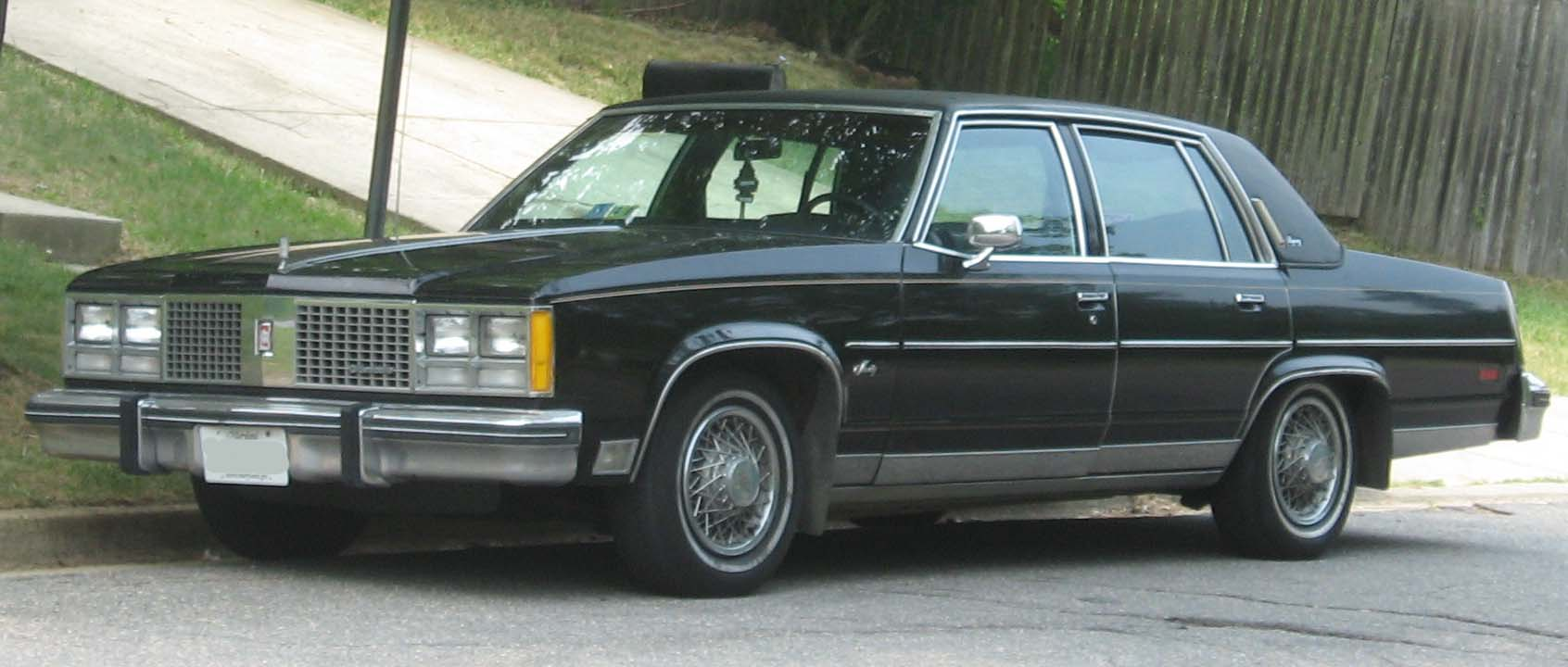
1977 — 1984
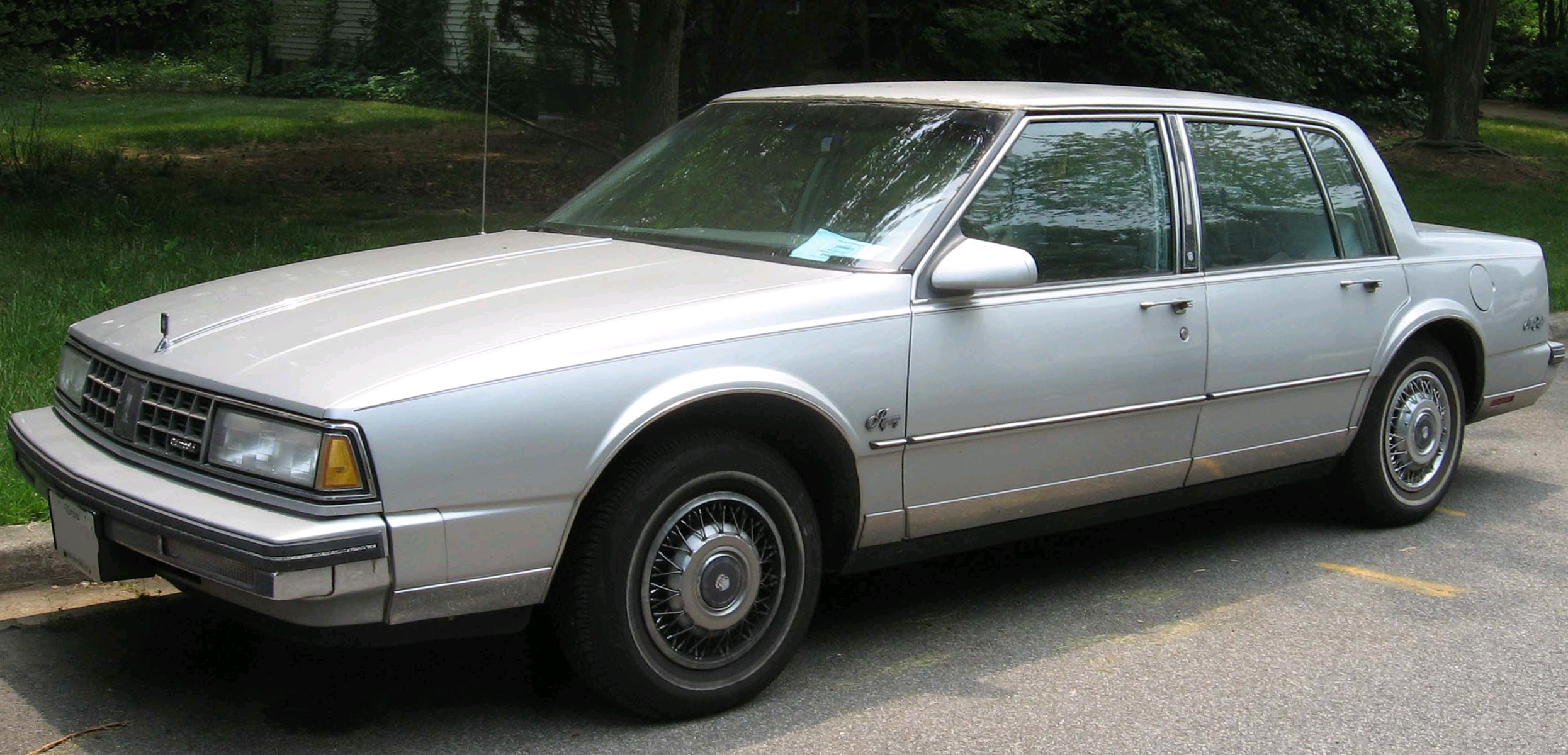
1985 — 1990
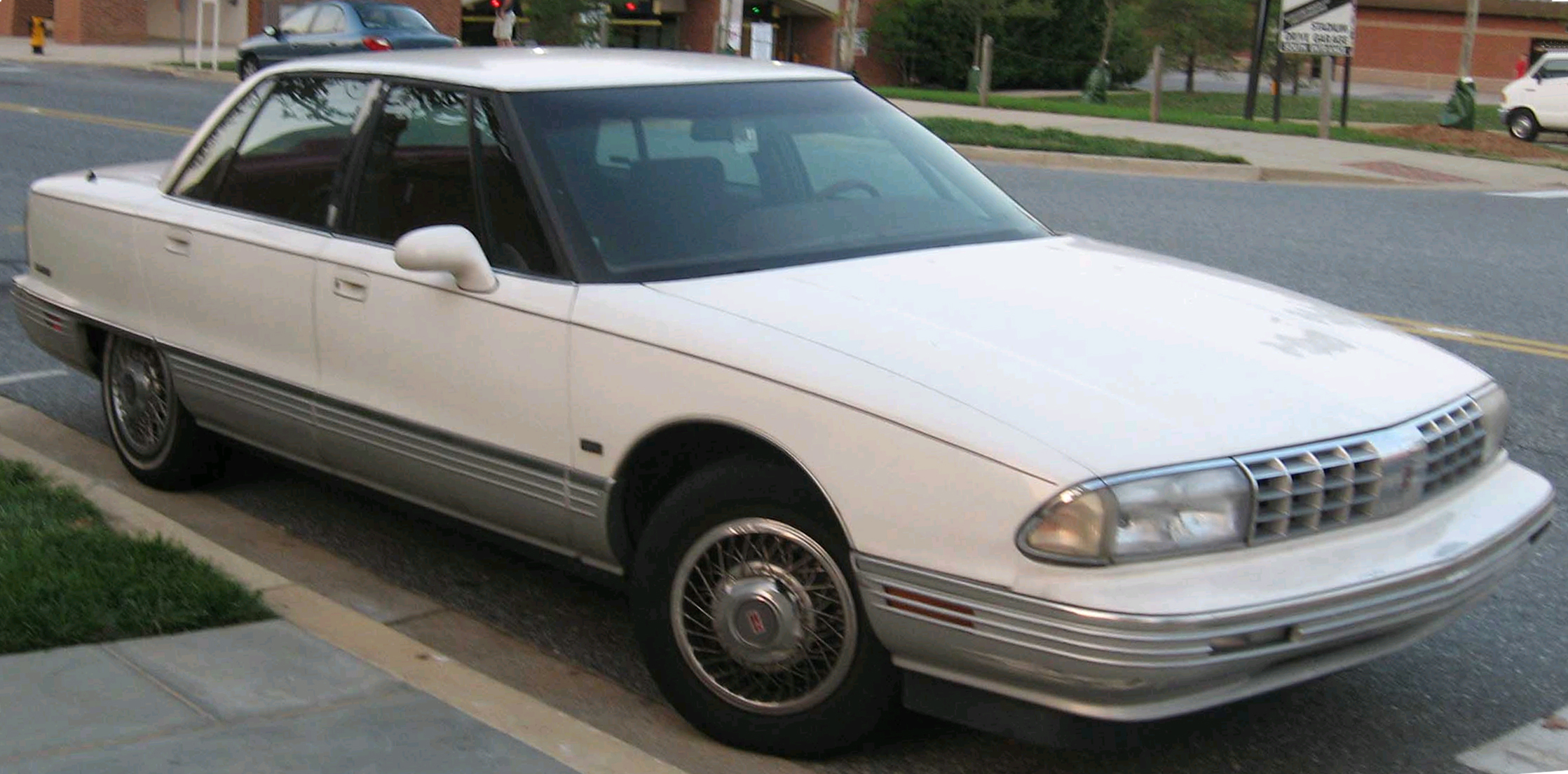
1991 — 1996